# Вооружённые силы Словении
Вооружённые силы Словении (словен. Slovenska vojska) — совокупность войск Республики Словении, предназначенных для защиты свободы, независимости и территориальной целостности государства. 
Состоят из органов управления, сухопутных войск, военно-морских и военно-воздушных сил.

## История
Вооружённые силы Словении были созданы после провозглашения независимости Словении, на основе подразделений Югославской Народной армии и Территориальной обороны Словении.
30 марта 1994 года Словения начала сотрудничество с НАТО по программе «Партнёрство ради мира».
6 января 2003 года образовано единое Командование Вооружённых сил Словении.
С 1 января 2004 года вооружённые силы Словении комплектуются исключительно на контрактной основе.
29 марта 2004 года Словения вошла в военно-политический блок НАТО.
Словения направила военнослужащих в состав сил KFOR и группировки сил Евросоюза в Боснии и Герцеговине (EUFOR Althea).
Словения принимала участие в войне в Афганистане: в 2004 году правительство направило воинский контингент в состав сил ISAF, а в декабре 2014 года — направило 7 военнослужащих для участия в операции НАТО «Решительная поддержка».
3 декабря 2008 года Словения подписала конвенцию о отказе использования кассетных боеприпасов (вступившую в действие после ратификации - с 1 августа 2010 года).
По состоянию на начало 2022 года общая численность регулярных вооружённых сил составляла 6,95 тыс. человек, комплектование личным составом осуществлялось по контракту.
- сухопутные войска насчитывали 6,95 тыс. человек (две механизированные бригады, бригада материально-технического обслуживания и мелкие подразделения), 14 танков M-84, 114 бронетранспортёров (85 шт. «Pandur I» и 30 шт. «Patria AMV»), 10 разведывательных бронированных химических машин «Кобра», БРЭМ VT-55A, мостоукладчик MT-55A, 18 шт. 155-мм буксируемых гаубиц TN-90 и 50 шт. 120-мм миномётов MN-9/М-74[1].

- военно-воздушный компонент (в подчинении армейского командования) насчитывал 590 человек, четыре транспортных самолёта (один L-410, один "Falcon-2000EX" и два лёгких PC-6B), 19 учебно-тренировочных самолётов (девять PC-9M, восемь Z-242L и два Z-143L), восемь многоцелевых вертолётов «Белл-412» разных модификаций и восемь транспортных вертолётов (четыре «Белл-206» и четыре AS-532AL)
- военно-морские силы (в подчинении армейского командования) насчитывали 130 человек и два патрульных катера (один "Триглав-3" и один «Super Dvora» Mk.II).

1 августа 2025 года правительство Словении объявило о прекращении торговли вооружением и продукцией военного назначения с Израилем (в том числе, импорт военной продукции Израиля).